# 5. Europejskie Zawody Małych Federacji w Brydżu Sportowym
5. Europejskie Zawody Małych Federacji (5th European Small Federation Games) – zawody brydżowe, które były rozgrywane w Tallinnie (Estonia) w dniach 24–26 września 2012 roku w ramach 45. Tallińskiego Festiwalu Brydżowego (45th Tallinn Bridge Festival).
Zwyciężyła drużyna Estonii w składzie: Vassili Levenko, Sven Sester, Tiit Laanemäe, Maksim Karpov, Jaanus Maripuu.

## Poprzedni zwycięzcy
W poprzednich, 4. zawodach, które odbyły się w San Marino, (San Marino) w okresie 13–16 września 2011 roku medalowe miejsca zdobyły:
1. Luksemburg - Philippe Banchereau, Nikolas Bausback, Martin Loefgren, Denis Palazo;
2. Estonia - Vassili Levenko, Jaanus Maripuu, Olavi Oja, Sven Sester;
3. Litwa - Andrei Arlovich, Wojtek Olanski, Albertas Tyla, Vytautas Vainikonis.

## Format zawodów
- W zawodach uczestniczyły reprezentacyjne drużyny z małych federacji;
- Drużyny wstępnie rozlosowano do dwóch grup i grały rundę eliminacyjną w postaci meczów każdy z każdym. Uzyskane punkty IMP tych meczów były przeliczane na VP w skali 0–25. Z każdej grupy do półfinałów awansowały po 2 drużyny;
- Rozgrywane były półfinały, mecz o 3. miejsce oraz finał.

## Wyniki zawodów
Do zawodów zostało zgłoszonych 14 zespołów, które w pierwszej fazie podzielono na grupy A i B, w której każdy zespół grał z każdym mecz 12 rozdaniowy.
Grupa A: Gruzja, Łotwa, Luksemburg, Monako, San Marino, Słowacja, Ukraina.
Grupa B: Białoruś, Cypr, Estonia, Litwa, Malta, Portugalia, Słowenia.
Do półfinałów przeszły drużyny:
- Monako: Nathalie Frey, Renaud Grover, Christophe Desmoulins, René Tognetti, Marco Cattelani, Henri Fissore;
- Gruzja: Giorgi Abzianidze, Revaz Beriashvili, Rati Burdiashvili, Grigol Gogoberidze, rgi Uchava;
- Estonia: Vassili Levenko, Sven Sester, Tiit Laanemäe, Maksim Karpov, Jaanus Maripuu;
- Portugalia: Maria João Lara, Manuel d’Orey Capucho, Juliano Barbosa, António Palma.

W meczach półfinałowych Monako wygrało z Portugalią a Estonia wygrała z Gruzją.
W meczu o 3. miejsce wygrała Portugalia z Gruzją.
W meczu finałowym Estonia wygrała z Monako.
Ostatecznie medalowe miejsca zdobyły drużyny:
1. Estonia - Vassili Levenko, Sven Sester, Tiit Laanemäe, Maksim Karpov, Jaanus Maripuu;
2. Monako - Nathalie Frey, Renaud Grover, Christophe Desmoulins, René Tognetti, Marco Cattelani, Henri Fissore;
3. Portugalia - Maria João Lara, Manuel d’Orey Capucho, Juliano Barbosa, António Palma.

## Transmisje z zawodów
Wszystkie sesje zawodów były transmitowane w internecie poprzez BBO. Była jednoczesna transmisja z 2 stołów (jeden mecz).
Były następujące transmisje:
- W poniedziałek, 24 września 930: rundy 1 i 2;
- W poniedziałek, 24 września 1430: rundy 3 i 4;
- We wtorek, 25 września 1300: rundy 5, 6 i 7;
- W środę, 26 września 900: półfinał;
- W środę, 26 września 1400: finał.